# Grote Prijs van Québec 2015
De zesde editie van de wielerwedstrijd Grote Prijs van Quebec werd gehouden op 11 september 2015. De wedstrijd maakte deel uit van de UCI World Tour 2015. Titelverdediger was de Australiër Simon Gerrans. Rigoberto Urán wist dit jaar te winnen.
In het circuit waren vier klimmetjes opgenomen. De Côte de la Montagne doemde op na negen kilometer: 375 meter lang met een gemiddeld stijgingspercentage van 10 procent. De maxima liepen op tot 13 procent. Na een korte afdaling volgde de Côte de la Potasse van 420 meter lang en een gemiddeld stijgingspercentage van 9 procent. Deze werd direct gevolgd door de Montée de la Fabrique (190 meter aan 7%). Hierna volgde er geen afdaling meer, en ging het direct richting de finishlijn, die is getrokken na de Montée du Fort aan de Grande Allée. De laatste lijn is één kilometer lang, tegen een stijgingspercentage van 4 procent.

## Deelnemende ploegen
| 17 UCI World Tour-ploegen | 17 UCI World Tour-ploegen | 17 UCI World Tour-ploegen | 4 wildcards                 |
| ------------------------- | ------------------------- | ------------------------- | --------------------------- |
| AG2R La Mondiale          | Giant-Alpecin             | Movistar                  | Team Europcar               |
| Astana                    | IAM Cycling               | Orica-GreenEdge           | Bora-Argon 18               |
| BMC Racing Team           | Katjoesja                 | Team Sky                  | Drapac Professional Cycling |
| Cannondale-Garmin         | Lampre-Merida             | Tinkoff-Saxo              | Canadese selectie           |
| Etixx-Quick Step          | LottoNL-Jumbo             | Trek Factory Racing       |                             |
| FDJ                       | Lotto Soudal              |                           |                             |
|                           |                           |                           |                             |
|                           |                           |                           |                             |

## Rituitslag
| Grote Prijs van Quebec 2015 |                    |                     |          |
| Plaats                      | Naam               | Ploeg               | Tijd     |
| Winnaar                     | Rigoberto Urán     | Etixx-Quick Step    | 5u09'47" |
| 2                           | Michael Matthews   | Orica-GreenEdge     | z.t.     |
| 3                           | Alexander Kristoff | Katjoesja           | z.t.     |
| 4                           | Tom-Jelte Slagter  | Cannondale-Garmin   | z.t.     |
| 5                           | Diego Ulissi       | Lampre-Merida       | z.t.     |
| 6                           | Bauke Mollema      | Trek Factory Racing | z.t.     |
| 7                           | Philippe Gilbert   | BMC Racing Team     | z.t.     |
| 8                           | Tony Gallopin      | Lotto-Soudal        | z.t.     |
| 9                           | Warren Barguil     | Giant-Alpecin       | z.t.     |
| 10                          | Greg van Avermaet  | BMC Racing Team     | z.t.     |

2010 · 2011 · 2012 · 2013 · 2014 · 2015 · 2016 · 2017 · 2018 · 2019 · 2020-2021 · 2022 · 2023 · 2024
 Tour Down Under · 
 Parijs-Nice · 
 Tirreno-Adriatico · 
 Milaan-San Remo ·
 E3 Harelbeke ·
 Ronde van Catalonië ·
 Gent-Wevelgem ·
 Ronde van Vlaanderen ·
 Ronde van Baskenland ·
 Parijs-Roubaix ·
 Amstel Gold Race ·
 Waalse Pijl ·
 Luik-Bastenaken-Luik ·
 Ronde van Romandië ·
 Ronde van Italië ·
 Critérium du Dauphiné ·
 Ronde van Zwitserland ·
 Ronde van Frankrijk ·
 Clásica San Sebastián ·
 Ronde van Polen ·
/ Eneco Tour ·
 Vattenfall Cyclassics ·
 GP Ouest-France Plouay ·
 Grote Prijs van Quebec ·
 Ronde van Spanje ·
 Grote Prijs van Montreal ·
 UCI Ploegentijdrit ·
 Ronde van Lombardije